# Balsièges
Balsièges ist eine französische Gemeinde mit 587 Einwohnern (Stand 1. Januar 2022) im Département Lozère in der Region Okzitanien. Sie gehört zum Arrondissement Mende, zum Kanton Bourgs sur Colagne.

## Geografie
Balsièges liegt im Tal des Lot, westlich des Mont Lozère, etwa 7 Kilometer südwestlich von Mende. Der Weiler Changefège liegt nordwestlich des Ortskerns auf einem gleichnamigen Hochplateau, der Causse de Changefège. Das Gehöft La Farelle liegt nördlich des Ortskerns.

## Geschichte
Auf dem Gemeindegebiet befinden sich Spuren menschlicher Präsenz aus urgeschichtlicher Zeit. Die Dolmen von Bramonas und Belchassouse auf der Causse de Changefège und ein Gräberfeld bei der Mühle von Balsièges. Besiedlungsspuren aus gallo-römischer Zeit (52 v. Chr. bis 486 n. Chr.) wurden 1200 Meter vom Schloss Château de Choizal entfernt entdeckt. Am Gehöft La Farelle wurden Fragmente von Grabsteinen aus dem Mittelalter gefunden. Im 13. Jahrhundert gehörte der Weiler Falisson zum Gemeindegebiet von Balsièges, heute gehört er zur Gemeinde Saint-Bauzile. Die Seigneurie von Balsièges gehörte dem Bistum Mende. Seit dem 14. Jahrhundert war der Ort ein Wallfahrtsort. Ein Schrein, der dem Heiligen Theodor (Tchaouzou, Chaousou) geweiht war, befand sich in einer Höhle. Der Ortskern wurde um die Burg der Bischöfe herum errichtet, ihr Standort ist heute umstritten. Sie war um 1260 im Auftrag von Bischof Odilon de Mercoeur errichtet worden. 1580 wurde die Burg während der Hugenottenkriege zerstört. Das einzige Bauwerk der Gemeinde, das offiziell als Monument historique klassifiziert ist, ist der Dolmen auf der Causse de Changefège.

## Bevölkerungsentwicklung
| 1962 | 1968 | 1975 | 1982 | 1990 | 1999 | 2007 | 2018 |
| ---- | ---- | ---- | ---- | ---- | ---- | ---- | ---- |
| 328  | 365  | 352  | 313  | 428  | 508  | 514  | 555  |

## Sehenswürdigkeiten
- Kirche Saint-Martin
- Kirche Saint-Pierre im Ortsteil Bramonas
- Dolmen von Bramonas